# Baron von Bullshit Rides Again
Baron von Bullshit Rides Again è un album dal vivo del gruppo musicale statunitense Modest Mouse, pubblicato nel 2004.

## Tracce
1. 3rd Planet – 5:25
2. Never Ending Math Equation – 3:38
3. Wild Packs of Family Dogs – 1:59
4. Broke – 3:36
5. Paper Thin Walls – 4:51
6. I Came as a Rat – 6:24
7. Doin' the Cockroach – 7:30
8. Bankrupt on Selling – 3:04
9. Interstate 8 – 4:01
10. The Good Times Are Killing Me – 5:00